# BibTeX
BibTeX (vyslovuje se bib-tech, formátuje se {\displaystyle {\mathrm {B{\scriptstyle {IB}}\!T\!_{\displaystyle E}\!X} }}) je nástroj pro generování seznamu použité literatury v prostředí LaTeX. BibTeX vytvořili Oren Patashnik a Leslie Lamport v roce 1985.
BibTeX je založen na myšlence oddělení bibliografické informace od jejího formátování (vzhledu), podobně jako při použití CSS pro formátování vzhledu HTML stránek. Informace o citovaných pramenech se ukládají do textového souboru, obvykle s příponou .bib. Jiný textový soubor, obvykle s příponou .bst, obsahuje informace o formátování potřebné pro vysázení citovaných položek. Je k dispozici řada těchto souborů definujících styl citace použité literatury. Pro citaci dle ČSN ISO 690 lze použít styl csplainnat.bst nebo czechiso.bst.

## Ukázka
Následující záznam v .bib souboru definuje potřebné informace o literárním díle:
```
@BOOK{tapscot:growing98,
    author    = "Don Tapscott",
    title     = "Growing Up Digital : The Rise of the Net Generation",
    publisher = "McGraw-Hill",
    address   = "New York",
    year      = "1998",
    note      = "338\,s.",
    isbn      = "0-07-063361-4"
}
```

Takto může vypadat kus zdrojového textu, ve kterém je tato kniha citována:
```
Síťová generace využívá počítačové sítě pro komunikaci, řešení problémů či 
vyhledávání informací zcela přirozeně \citep[s.\,39]{tapscot:growing98}.
```

Takto potom může vypadat finální vysázený text, zde při použití balíčku natbib, s odkazem na citovanou literaturu:
A takto může být citovaná kniha zařazena v automaticky generovaném seznamu použité literatury, zde při použití stylu csplainnat.bst, který generuje citace podle ČSN ISO 690.